# 仁木貞長
仁木 貞長（にき さだなが、生年不明 - 長享元年（1487年））は、室町時代後期（戦国時代初期）の武将。父は成将。弟に教次。子に高長、利長、高将（義広?）。伊勢仁木氏。外様衆、右馬助、伊勢守護。通称は次郎四郎。幼名は千代菊。

## 経歴
- 文明13年（1481年）と15年（1483年）に建誉蔵主との間に借銭訴訟を起こしている。
- 文明15年（1483年）には丹後国の鹿王院領の去り渡しを命じられている。
- 文明16年（1484年）～17年（1485年）には相国寺領の丹波国上林吉忠番について違乱を起している。
- 長享元年（1487年）、足利義尚の近江親征で弓場氏と戦って戦死した。その際に被官十二人、雑兵十人が討たれている。また、この戦の前に細川京兆家被官の安富氏・上原氏らが六角高頼に味方しているとの風聞がたっていた[1]。